# Stockholm (pel·lícula)
Stockholm és una pel·lícula espanyola dirigida per Rodrigo Sorogoyen, i protagonitzada per Javier Pereira i Aura Garrido. Es va estrenar a Espanya el 8 de novembre de 2013. És la segona pel·lícula del seu director després de 8 citas i la primera que dirigeix en solitari. Té la particularitat de ser una de les primeres cintes espanyoles a ser finançada mitjançant micromecenatge.

## Argument
Dos joves, coneguts en la pel·lícula com "ell" i "ella" es troben en una discoteca. Ell s'enamora gairebé a primera vista d'ella encara que ella no es mostra tan receptiva. Així i tot tots dos passen la nit junts.

## Festivals
La pel·lícula va concórrer al Festival Internacional de Cinema de Miami en la categoria de millor adreça novella de pel·lícula iberoamericana, al Festival Internacional de Cinema de Chicago on va ser nominada pel públic a pel·lícula preferida i al Festival de Màlaga on es va emportar tres premis: millor director, millor actriu i millor guió.

## Premis i nominacions
XXVIII Premis Goya
| Any  | Categoria                  | Persona           | Resultat  |
| ---- | -------------------------- | ----------------- | --------- |
| 2014 | Millor actriu protagonista | Aura Garrido      | Nominada  |
| 2014 | Millor actor revelació     | Javier Pereira    | Guanyador |
| 2014 | Millor direcció novell     | Rodrigo Sorogoyen | Nominat   |

Medalles del Cercle d'Escriptors Cinematogràfics
| Any  | Categoria                 | Persona/Pel·lícula              | Resultat   |
| ---- | ------------------------- | ------------------------------- | ---------- |
| 2014 | Millor actriu             | Aura Garrido                    | Guanyadora |
| 2014 | Millor actor revelació    | Javier Pereira                  | Guanyador  |
| 2014 | Millor director revelació | Rodrigo Sorogoyen               | Guanyador  |
| 2014 | Millor pel·lícula         | Stockholm                       | Nominada   |
| 2014 | Millor fotografia         | Alex de Pablo                   | Nominada   |
| 2014 | Millor muntatge           | Alberto del Campo               | Nominada   |
| 2014 | Millor guió original      | Rodrigo Sorogoyen i Isabel Peña | Nominada   |

Premis Feroz
| Any  | Categoria                   | Persona/Pel·lícula              | Resultat   |
| ---- | --------------------------- | ------------------------------- | ---------- |
| 2014 | Millor pel·lícula dramàtica | Stockholm                       | Guanyadora |
| 2014 | Millor actriu protagonista  | Aura Garrido                    | Nominada   |
| 2014 | Millor guió                 | Rodrigo Sorogoyen i Isabel Peña | Nominats   |
| 2014 | Millor cartell              | --                              | Nominada   |

Fotogramas de Plata
| Any  | Categoria               | Persona/Pel·lícula | Resultat |
| ---- | ----------------------- | ------------------ | -------- |
| 2014 | Millor actriu de cinema | Aura Garrido       | Nominada |

Premis Cinematogràfics José María Forqué
| Any  | Categoria     | Persona/Pel·lícula | Resultat |
| ---- | ------------- | ------------------ | -------- |
| 2014 | Millor actriu | Aura Garrido       | Nominada |